# Soroní
Soroní, en grec moderne : Σορωνή, est un village de la communauté de Kámiros (el), dont il est le siège, sur la côte ouest de l'île de Rhodes, en Grèce. Il est situé à 25 km au sud-ouest de la ville de Rhodes.
Selon le recensement de 2011, la population de Soroní compte 1 278 habitants.
Le village tire son nom d'une forêt proche, Soron (grec moderne : Σόρων) ou Saron (Σάρων) signifiant forêt de chênes et bois de chênes, soronis ou saronis signifie vieux ou petit chêne. Une hypothèse  étymologique alternative renvoie à une dérivation de la langue cananéenne signifiant « plaine côtière fertile ».
Des tombes de l'époque mycénienne ont été mises au jour en 1932 au sud du village. Une statue hellénistique de Dionysos a été découverte en 1914 non loin de Soroní, territoire de l'ancienne Camiros. Elle fait actuellement partie des collections du musée archéologique de Rhodes.
Quelques rares vestiges d'un château des Hospitaliers sont aujourd'hui visibles, même si la fonction défensive de ce monument fut probablement modeste dans la mesure où, à partir de 1470, les habitants de la région étaient appelés à se rassembler dans le château de Villanova (actuellement Paradísi (el)) en cas d'attaque d'envergure. Une chapelle dédiée à saint Luc abrite vraisemblablement la sépulture d'une famille génoise, probablement vassale des Hospitaliers, comme en témoignent les inscriptions et détails architecturaux sous les armoiries du grand maître Jacques de Milly.
Le village est construit très près de la plage et aussi de la montagne. Il a une superficie de 13,675 ha. Il possède une végétation riche et un sol fertile, que les habitants cultivent avec des oliviers, des vignes et d'autres produits agricoles.